# کراسوو (استان اشوی‌داشکسیه)
کراسوو (به لهستانی: Krasów) یک منطقهٔ مسکونی در لهستان است که در گمینا رادکوو (استان اشوی‌داشکسیه) واقع شده‌است.